# 1997年のヤクルトスワローズ
1997年のヤクルトスワローズ（1997ねんのヤクルトスワローズ）では、1997年のヤクルトスワローズにおける動向をまとめる。
この年のヤクルトスワローズは、野村克也監督の8年目のシーズンであり、2年ぶり5度目のリーグ優勝と2年ぶり4度目の日本シリーズ制覇を果たしたシーズンである（いずれも1995年以来）。

## 概要
前年4位で終了したこともあり野村監督は「今年はもう一度覇権を取る」と意気込んでシーズンに臨んだが、退団したトーマス・オマリーやヘンスリー・ミューレンに代わる新戦力が広島を自由契約になった小早川毅彦や、キャンプでの評価が低かった新外国人ドゥエイン・ホージー以外めぼしい戦力はなく「優勝はおろかAクラス入りは無理」と不安視する声が上がり、またベテランの小早川に至っては新天地での活躍を不安視された。
迎えた巨人との開幕戦で小早川が4年連続開幕戦完封勝利を狙った斎藤雅樹から3打席連続ホームランを放つ活躍を見せてKOして勝利。2戦目も競り勝って開幕カードを2勝1敗で勝ち越しに成功。勢いに乗り、4月を15勝8敗で首位に立つと5月、6月も大きく勝ち越して首位を独走。開幕当初は7番を打っていたホージーが前評判を覆し本塁打を量産したのをはじめ、古田敦也・池山隆寛が打ちまくって巨人・広島・中日といった前年Aクラス球団などを寄せ付けず前半戦を終了。
後半戦に入ると好調マシンガン打線を擁する横浜が8月に月間21勝をあげる猛烈な追い上げを見せ、8月末にはゲーム差3.5に迫ってきた。迎えた9月2日からの直接対決天王山では、初戦に先発した石井一久がノーヒットノーランを記録すると翌日も勝利して連勝。9月は14勝5敗と走り、意気消沈の横浜とのゲーム差を広げ、最終的に9月28日の阪神戦に16対1で勝ち、2年ぶりのリーグ優勝を達成した。
日本シリーズは4年ぶりに西武との顔合わせとなった。世代交代が進み、松井稼頭央や大友進など若手を中心にチーム200盗塁を記録した西武の機動力とヤクルトのバッテリーとの対決が注目を集めた。初戦で石井が西武先発・西口文也との投手戦を1-0で制すると、その後の試合でも川崎憲次郎やテリー・ブロスらと古田のバッテリーが西武打線の機動力を徹底的に封じて4勝1敗で破り、日本一を奪回した。

## チーム成績

### レギュラーシーズン
|   | 開幕：4/4 | 開幕：4/4  | 5/1 | 5/1        | 6/1 | 6/1      | 7/1 | 7/1        | 8/1 | 8/1      | 9/2 | 9/2        | 優勝：9/28 | 優勝：9/28 |
| - | --------- | ---------- | --- | ---------- | --- | -------- | --- | ---------- | --- | -------- | --- | ---------- | ---------- | ---------- |
| 1 | 中        | 飯田哲也   | 二  | 辻発彦     | 中  | 飯田哲也 | 中  | 飯田哲也   | 中  | 真中満   | 中  | 飯田哲也   | 中         | 飯田哲也   |
| 2 | 二        | 辻発彦     | 遊  | 土橋勝征   | 二  | 辻発彦   | 右  | 稲葉篤紀   | 二  | 馬場敏史 | 右  | 真中満     | 右         | 真中満     |
| 3 | 右        | 稲葉篤紀   | 右  | 稲葉篤紀   | 左  | ホージー | 左  | ホージー   | 左  | ホージー | 左  | ホージー   | 左         | ホージー   |
| 4 | 三        | 池山隆寛   | 中  | ホージー   | 捕  | 古田敦也 | 捕  | 古田敦也   | 捕  | 古田敦也 | 捕  | 古田敦也   | 捕         | 古田敦也   |
| 5 | 一        | 小早川毅彦 | 一  | 小早川毅彦 | 三  | 土橋勝征 | 一  | 小早川毅彦 | 右  | 稲葉篤紀 | 二  | 土橋勝征   | 二         | 土橋勝征   |
| 6 | 捕        | 古田敦也   | 左  | 秦真司     | 右  | 稲葉篤紀 | 二  | 土橋勝征   | 一  | テータム | 三  | 池山隆寛   | 一         | 小早川毅彦 |
| 7 | 左        | ホージー   | 捕  | 古田敦也   | 一  | 大野雄次 | 三  | 池山隆寛   | 三  | 池山隆寛 | 一  | 小早川毅彦 | 三         | 池山隆寛   |
| 8 | 遊        | 宮本慎也   | 三  | 池山隆寛   | 遊  | 宮本慎也 | 遊  | 宮本慎也   | 遊  | 宮本慎也 | 遊  | 宮本慎也   | 遊         | 宮本慎也   |
| 9 | 投        | ブロス     | 投  | 田畑一也   | 投  | 田畑一也 | 投  | 吉井理人   | 投  | 田畑一也 | 投  | 石井一久   | 投         | 吉井理人   |

| 順位 | 4月終了時 | 4月終了時 | 5月終了時 | 5月終了時 | 6月終了時 | 6月終了時 | 7月終了時 | 7月終了時 | 8月終了時 | 8月終了時 | 最終成績 | 最終成績 |
| ---- | --------- | --------- | --------- | --------- | --------- | --------- | --------- | --------- | --------- | --------- | -------- | -------- |
| 1位  | ヤクルト  | --        | ヤクルト  | --        | ヤクルト  | --        | ヤクルト  | --        | ヤクルト  | --        | ヤクルト | --       |
| 2位  | 広島      | 2.0       | 広島      | 3.0       | 広島      | 8.0       | 広島      | 9.5       | 横浜      | 3.5       | 横浜     | 11.0     |
| 3位  | 阪神      | 3.5       | 中日      | 4.5       | 阪神      | 10.5      | 横浜      | 10.0      | 広島      | 8.0       | 広島     | 17.0     |
| 4位  | 中日      | 4.5       | 阪神      | 5.0       | 中日      | 12.5      | 中日      | 12.0      | 阪神      | 15.5      | 巨人     | 20.0     |
| 5位  | 巨人      | 4.5       | 横浜      | 6.0       | 横浜      | 14.0      | 阪神      | 12.0      | 中日      | 17.5      | 阪神     | 21.0     |
| 6位  | 横浜      | 6.5       | 巨人      | 8.5       | 巨人      | 15.0      | 巨人      | 16.5      | 巨人      | 18.5      | 中日     | 24.0     |

| 順位 | 球団               | 勝 | 敗 | 分 | 勝率 | 差   |
| 1位  | ヤクルトスワローズ | 83 | 52 | 2  | .615 | 優勝 |
| 2位  | 横浜ベイスターズ   | 72 | 63 | 0  | .533 | 11.0 |
| 3位  | 広島東洋カープ     | 66 | 69 | 0  | .489 | 17.0 |
| 4位  | 読売ジャイアンツ   | 63 | 72 | 0  | .467 | 20.0 |
| 5位  | 阪神タイガース     | 62 | 73 | 1  | .459 | 21.0 |
| 6位  | 中日ドラゴンズ     | 59 | 76 | 1  | .437 | 24.0 |

### 日本シリーズ
| 日付                                     | 試合   | ビジター球団（先攻） | スコア | ホーム球団（後攻） | 開催球場           |
| ---------------------------------------- | ------ | -------------------- | ------ | ------------------ | ------------------ |
| 10月18日（土）                           | 第1戦  | ヤクルトスワローズ   | 1 - 0  | 西武ライオンズ     | 西武ライオンズ球場 |
| 10月19日（日）                           | 第2戦  | ヤクルトスワローズ   | 5 - 6x | 西武ライオンズ     | 西武ライオンズ球場 |
| 10月20日（月）                           | 移動日 | 移動日               | 移動日 | 移動日             | 移動日             |
| 10月21日（火）                           | 第3戦  | 西武ライオンズ       | 3 - 5  | ヤクルトスワローズ | 明治神宮野球場     |
| 10月22日（水）                           | 第4戦  | 西武ライオンズ       | 1 - 7  | ヤクルトスワローズ | 明治神宮野球場     |
| 10月23日（木）                           | 第5戦  | 西武ライオンズ       | 0 - 3  | ヤクルトスワローズ | 明治神宮野球場     |
| 優勝：ヤクルトスワローズ（2年ぶり4回目） |        |                      |        |                    |                    |

## オールスターゲーム1997
- 選出選手

| ポジション | 名前     | 選出回数 |
| ---------- | -------- | -------- |
| 投手       | 吉井理人 | 4        |
| 投手       | 田畑一也 | 2        |
| 捕手       | 古田敦也 | 8        |
| 外野手     | ホージー | 初       |
| 外野手     | 稲葉篤紀 | 初       |

- 太字はファン投票による選出。

## できごと
- 9月2日 - 石井一久が対横浜戦（横浜）においてノーヒットノーランを達成。

## 表彰選手
| リーグ・リーダー | リーグ・リーダー | リーグ・リーダー | リーグ・リーダー |
| 選手名           | タイトル         | 成績             | 回数             |
| ---------------- | ---------------- | ---------------- | ---------------- |
| 古田敦也         | 最優秀選手       |                  | 4年ぶり2度目     |
| ホージー         | 本塁打王         | 38本             | 初受賞           |
| その他           |                  |                  |                  |
| 選手名           | タイトル         | タイトル         | タイトル         |
| 伊藤智仁         | カムバック賞     | カムバック賞     | カムバック賞     |

| ベストナイン       | ベストナイン | ベストナイン |
| 選手名             | ポジション   | 回数         |
| ------------------ | ------------ | ------------ |
| 古田敦也           | 捕手         | 2年ぶり5度目 |
| ホージー           | 外野手       | 初受賞       |
| ゴールデングラブ賞 |              |              |
| 選手名             | ポジション   | 回数         |
| 古田敦也           | 捕手         | 2年ぶり6度目 |
| 宮本慎也           | 遊撃手       | 初受賞       |
| 飯田哲也           | 外野手       | 7年連続7度目 |

## ドラフト
| 順位 | 選手名     | 守備   | 所属       | 結果 |
| ---- | ---------- | ------ | ---------- | ---- |
| 1位  | 三上真司   | 投手   | 敦賀気比高 | 入団 |
| 2位  | 五十嵐亮太 | 投手   | 敬愛学園高 | 入団 |
| 3位  | 大脇浩二   | 内野手 | 北照高     | 入団 |
| 4位  | 大山貴広   | 内野手 | 大洲高     | 入団 |
| 5位  | 高橋郁雄   | 外野手 | 元一光     | 入団 |